# Baudwin z Bretanii
Baudwin z Bretanii – jeden z rycerzy Okrągłego Stołu w schyłkowym okresie. Przeżył ostatnią bitwę pod Camlan i został pustelnikiem. Znany był też ze swych umiejętności lekarskich.